# Sebechleby
Sebechleby jsou obec na Slovensku, v okrese Krupina v Banskobystrickém kraji.
Obec leží 13 km jižně od města Krupina na úpatí Štiavnických vrchů v nadmořské výšce 236 m. Katastr obce má 3042 ha. Žije zde přibližně 1 200 obyvatel.

## Historie
První zmínka o obci Sebechleby pochází z listin z první poloviny 12. století, z roku 1135. V její vzdálené osadě s názvem Stará Hora, nacházející se 3 km SZ od centra obce se nachází jedinečná památková rezervace lidové architektury. Památkově chráněny jsou zde jednoprostorové a dvouprostorové vinařské domky se sloupovými podpěrami, představené před sklepy vytesané do tufu. Památkově je zde chráněno až 87 objektů. Osada Stará Hora vznikla někdy v 16. století v dobách bojů s Turky a tureckých nájezdů, před nimiž nacházeli obyvatelé Sebechleb útočiště v této zalesněné oblasti. K přebývání si hloubili do skály jámy větších rozměrů, v nichž se ukrývali před tureckým nebezpečím. Z tohoto období pochází i název Stará Hora.
V 17. století se začalo v Sebechlebské oblasti s pěstováním vína. Klučily se lesní porosty a na jejich místě se zakládaly vinohrady. Tak vznikla potřeba dobrých sklepů na uskladnění vína; k tomuto účelu byly využity dřívější úkryty. Postupně byly sklepy rozšiřovány a začaly se stavět nadstavby, které sloužily k obývání během prací na vinicích. V roce 1737 byla v jádru osady postavena kaple sv. Urbana. Okolí kostelíka s vinohradnickými sklepy a domky tvoří malé vřetenovité náměstí. Zájem o vinařské domky a jejich výstavbu přetrvává dodnes. V posledních letech se prosazuje tendence využívat objekty k rekreačním účelům a agroturistice. Během návštěvy je možná prohlídka původních vinných sklepů spojená s ochutnávkou vín a specialit místní a slovenské lidové kuchyně.

## Pamětihodnosti
- římskokatolický kostel sv. Michala Archanděla z roku 1298
- kaple sv. Urbana z roku 1737
- kaple Sedmibolestné Panny Marie z roku 1745
- kaple sv. Josefa z roku 1779
- památková rezervace lidové architektury v osadě Stará Hora